# إدواردو غارسيا (ملاكم)
إدواردو غارسيا (بالإسبانية: Eduardo García)‏ (23 ديسمبر 1942 بمدينة مكسيكو في المكسيك - ) هو ملاكم مكسيكي.